# Gmina Paradise (Iowa)

Położenie Gminy Paradise w hrabstwie Crawford

Gmina Paradise (ang. Paradise Township) – gmina w USA, w stanie Iowa, w hrabstwie Crawford. Według danych z 2000 roku gmina miała 344 mieszkańców, a jej powierzchnia wynosi 93,16 km².